# Újezd (okres Domažlice)
Újezd (dříve také Kozinův Újezd nebo Újezd u Domažlic, v chodském nářečí Houvězdo, německy Aujezd b. Taus) je obec v okrese Domažlice v Plzeňském kraji. Leží pět kilometrů západně od Domažlic. Je to původní privilegovaná chodská ves ve střední části okresu Domažlice. Rozkládá se bezprostředně pod chodskou památnou horou Hrádek (585 metrů) se sochou zdejšího rodáka Jana Sladkého Koziny. Pod správu obecního úřadu patří také blízká ves Petrovice, nacházející se přibližně na poloviční cestě mezi Újezdem a Domažlicemi. Celkem zde žije 440 obyvatel. Název obce vznikl ze staročeštiny a vyjadřoval označení kusu země. V minulosti byl uváděn ve tvarech Vgezdie, Augezdo, Oujezdno, Houvězdno. Újezd  patřil s Draženovem k cenným celkům chodské lidové architektury. V důsledku modernizace jednotlivých budov se dochovala pouze část selských stavení.

## Historie
První písemná zmínka o vesnici pochází z roku 1325 v listině krále Jana Lucemburského, kde je obec uváděna jako Vgezd, villa Chodonum. V roce 1531 zde žilo 30 "osedlých", v roce 1567 to bylo 31 "osedlých" a 2 podruhové. Od roku 1482 do roku 1572 byla obec zastavena pánům ze Švamberka. Poté ji získalo do správy město Domažlice, které bylo správy zbaveno po roce 1620. V roce 1621 získal obec do zástavy Volf Vilém Lamingen z Albenreuthu. Po jeho smrti pokračoval ve správě panství Volf Maxmilián Lamingen z Albenreuthu, známý později jako Lomikar. Dosáhl odtržení Újezda od domažlické farnosti a jeho připojení klenečské faře. Během třicetileté války došlo k úbytku obyvatel, v roce 1654 je uváděno 28 sedláků a 2 zahradníci. Během vlády Marie Terezie v 18. století bylo v Tereziánském katastru uváděno 39 hospodářů. V roce 1787 se obec stala součástí nové trhanovské  lokalie. K trhanovskému panství patřila do roku 1848. Na konci 80. let 18. století bylo 61 popisných čísel.  V roce 1652 se v Újezdě narodil známý vůdce chodského povstání proti trhanovskému pánu Lamingenovi (Lomikarovi) Jan Sladký Kozina, který byl za svou činnost v listopadu 1695 v Plzni popraven.
Díky své výhodné poloze a zajímavostem je Újezd častým cílem turistů poznávajícím Chodsko. Ve vesnici je prodejna smíšeného zboží a hostinec. Obec byla plynofikována, vystavěna byla také kanalizace. Samozřejmostí je již vodovod a sbor dobrovolných hasičů. V obou částech obce jsou knihovny. Nejvýznamnější stavbou z nedávné doby je přeložka silnice I/26 (Plzeň–Folmava) z roku 1997. Tato nová komunikace byla plánována již za minulého režimu a odvedla tranzitní dopravu z Draženova, Domažlic a Havlovic. Řidičům zkrátila cestu na hraniční přechod s Německem Folmava/Furth im Wald o čtyři kilometry.

## Statistiky

### Obyvatelstvo
Podle údajů ze SLBD 2001 bylo 98,8 % obyvatel české národnosti. 3 občané (tj. 0,9 %) se přihlásili k národnosti vietnamské a 1 občan ke slovenské národnosti (0,3 %).
V roce 2006 tvořily děti do 15 let vyjma 14,4 % populace obce, což přibližně odpovídá státnímu průměru.
| Rok            | 1869 | 1880 | 1890 | 1900 | 1910 | 1921 | 1930 | 1950 | 1961 | 1970 | 1980 | 1991 | 2001 | 2011 | 2021 |
| -------------- | ---- | ---- | ---- | ---- | ---- | ---- | ---- | ---- | ---- | ---- | ---- | ---- | ---- | ---- | ---- |
| Počet obyvatel | 648  | 775  | 808  | 719  | 747  | 825  | 681  | 541  | 509  | 391  | 378  | 344  | 343  | 397  | 419  |
| Počet domů     | 98   | 112  | 122  | 129  | 136  | 138  | 148  | 153  | 135  | 104  | 103  | 113  | 131  | 135  | 139  |

### Zaměstnanost
Při posledním sčítání lidu bylo v Újezdě napočítáno 182 ekonomicky aktivních občanů. Míra nezaměstnanosti byla tehdy naprosto nepatrná - 1,6 %. Největší podíl pracujících byl zaměstnán v průmyslu (31,9 %), následovalo zemědělství a lesnictví (23,6 %) , stavebnictví (7,1 %) a obchod a veřejná správa (obě odvětví po 6,6 %). Více než 10 zaměstnaných mělo v obci ještě školství a zdravotnictví (6,0 %).

### Domy
V Újezdě a Petrovicích stojí dohromady 131 domů, z čehož 102 domů je obydlených (tj. 77,9 %).

### Katastr
Celková výměra katastru obce je 1102 ha. 67,1 % tvoří zemědělská půda s nadpolovičním zastoupením orné půdy. 24,9 % plochy tvořily lesy, zastavěné plochy potom jenom 1,1 %.

## Obecní správa

### Části obce
- Petrovice – malá vesnička mezi Újezdem a Domažlicemi s památkami pošumavské lidové architektury.
- Újezd

### Obecní symboly
Znak a vlajka byly obci uděleny rozhodnutím předsedy Poslanecké sněmovny Parlamentu České republiky dne 10. září 2020.

## Doprava
Obcí Újezd prochází jen silnice III. třídy z Domažlic, která má význam pouze pro dopravní obsluhu vlastního Újezda. V bezprostřední blízkosti vesnice vede již zmíněná přeložka silnice I/26.
Nejbližší železniční zastávky jsou na trati 184 (Domažlice-Planá u Mariánských Lázní). Jedná se o zastávky v Havlovicích (2 km) a v Pile (3 km). Zastávka Pila se až donedávna nazývala Újezd-Pila. Vlastní osada stejného jména je dnes součástí Trhanova.
Hromadnou dopravu osob zajišťují autobusy, které mají 2 zastávky v Újezdě a 1 v Petrovicích. Zastavují na nich místní linky Domažlice-Díly a Domažlice-Nemanice. V sobotu ale žádná z těchto linek nejezdí a v neděli existuje jediný spoj z Domažlic do Nemanic a zpět.

## Pamětihodnosti
- Tzv. Kozinův statek (č.p. 3) - nejznámější usedlost v obci. Dům umístěný ve dvoře je klasicistní s valbovou střechou. Vstup do usedlosti tvoří neorenesanční brána s pilastry a jednoduchým atikovým nástavcem. V domě je umístěna pamětní síň Jana Sladkého Koziny.
- Roubený statek (č.p. 30) - je nejhodnotnější, jednou z nejlépe zachovaných památek chodské architektury. Má roubenou světnici s datem 1810 na stropním trámu.
- Dvůr U Rozsochů (č. p. 7), dvůr U Podestátů (č. p. 33), roubená chalupa výměnkáře (č. p. 31) i další chodské špýcharové domy byly poničeny přestavbami nebo demolicemi.
- Kaple svatého Václava - pozdně klasicistní až neorenesanční stavba průčelím obrácená k silnici byla vysvěcena 28. září 1892 trhanovským knězem P. Josefem Thomayerem. Před rokem 1914 byla postavena nová věž a kaple opravena. Další opravy proběhly v letech 1941, 1960 a 1968, poté již chátrala. V roce 1990 byla kaple opravena.
- Kozinův památník na Hrádku (necelý jeden kilometr západně od vesnice) byl vystavěn v roce 1895 podle návrhu sochaře Františka Hoška, realizaci po jeho náhlém úmrtí převzal sochař Čeněk Vosmík. Socha Jana Sladkého Koziny na podstavci je vysoká 3,2 metru. V jedné ruce drží čakan, ve druhé listinu o chodských právech, u nohou mu sedí pes. Do základů pomníku byla uložena pamětní listina. Na výstavbu pomníku byla uspořádaná sbírka, na kterou přispěli lidé z celých Čech i krajané ze zahraničí. Slavnostního otevření dne 6. října 1895 se zúčastnil Alois Jirásek, Jaroslav Kvapil, Jan Herben, Ignát Herrman. Projev přednesl plzeňský politik František Schwarz.[4]
- Jižně od vesnice se nachází přírodní památka Louka u Šnajberského rybníka.

## Osobnosti
- Jan Sladký Kozina (1652–1695), vůdce chodského povstání na konci 17. století
- Adam Podestát (1653–1710), chodský mluvčí

## Galerie

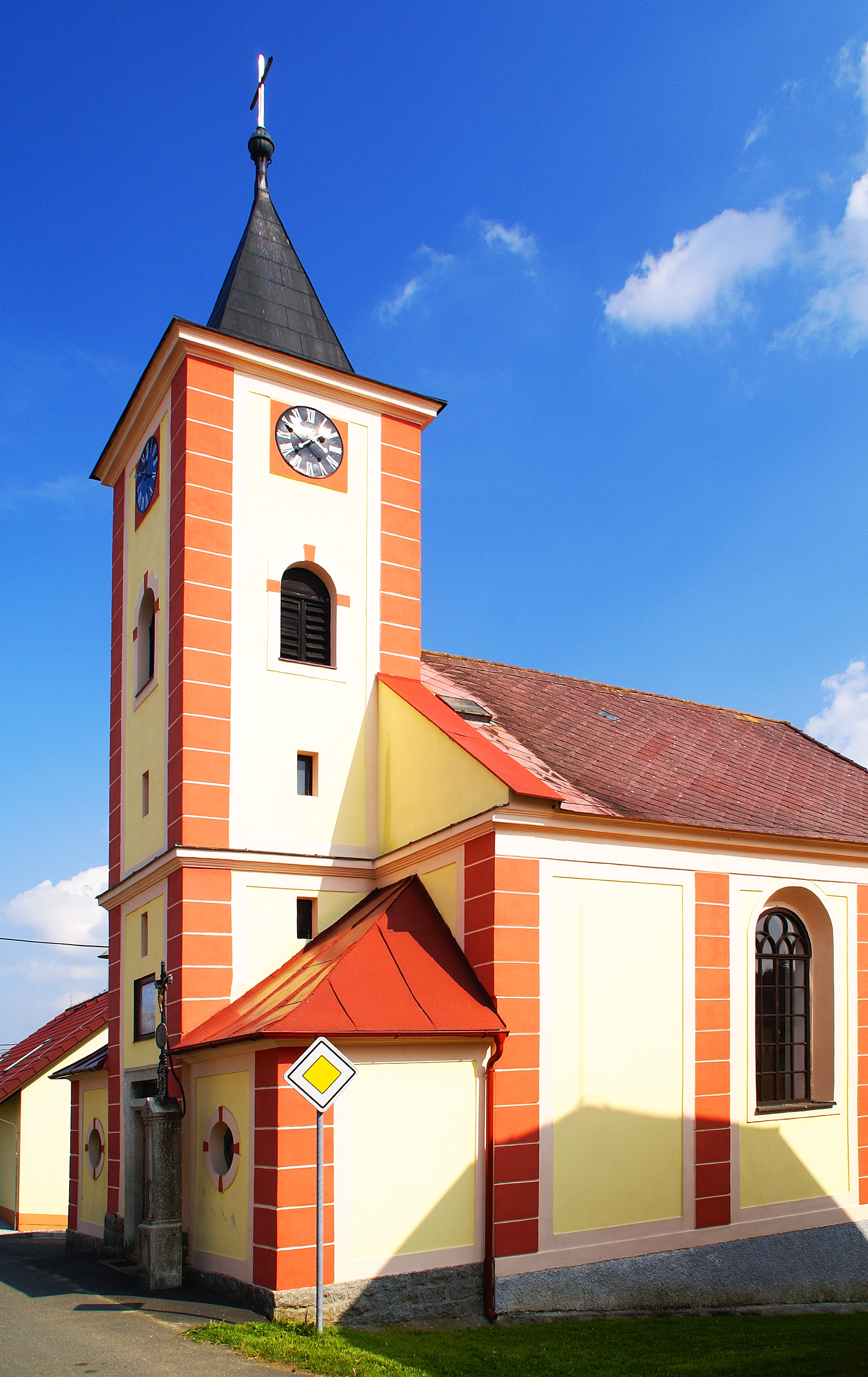
Kaple svatého Václava
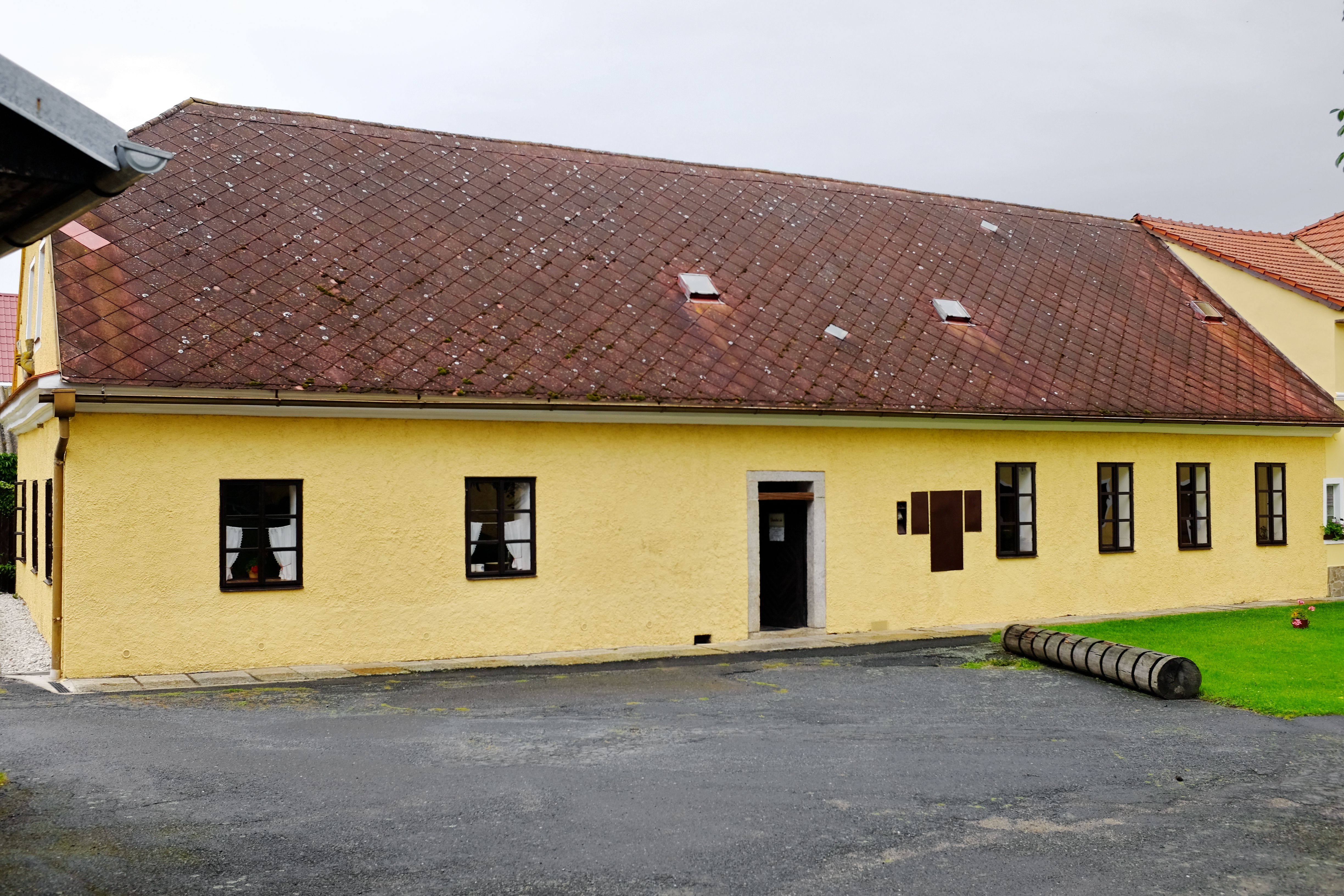
Statek Jana Sladkého Koziny
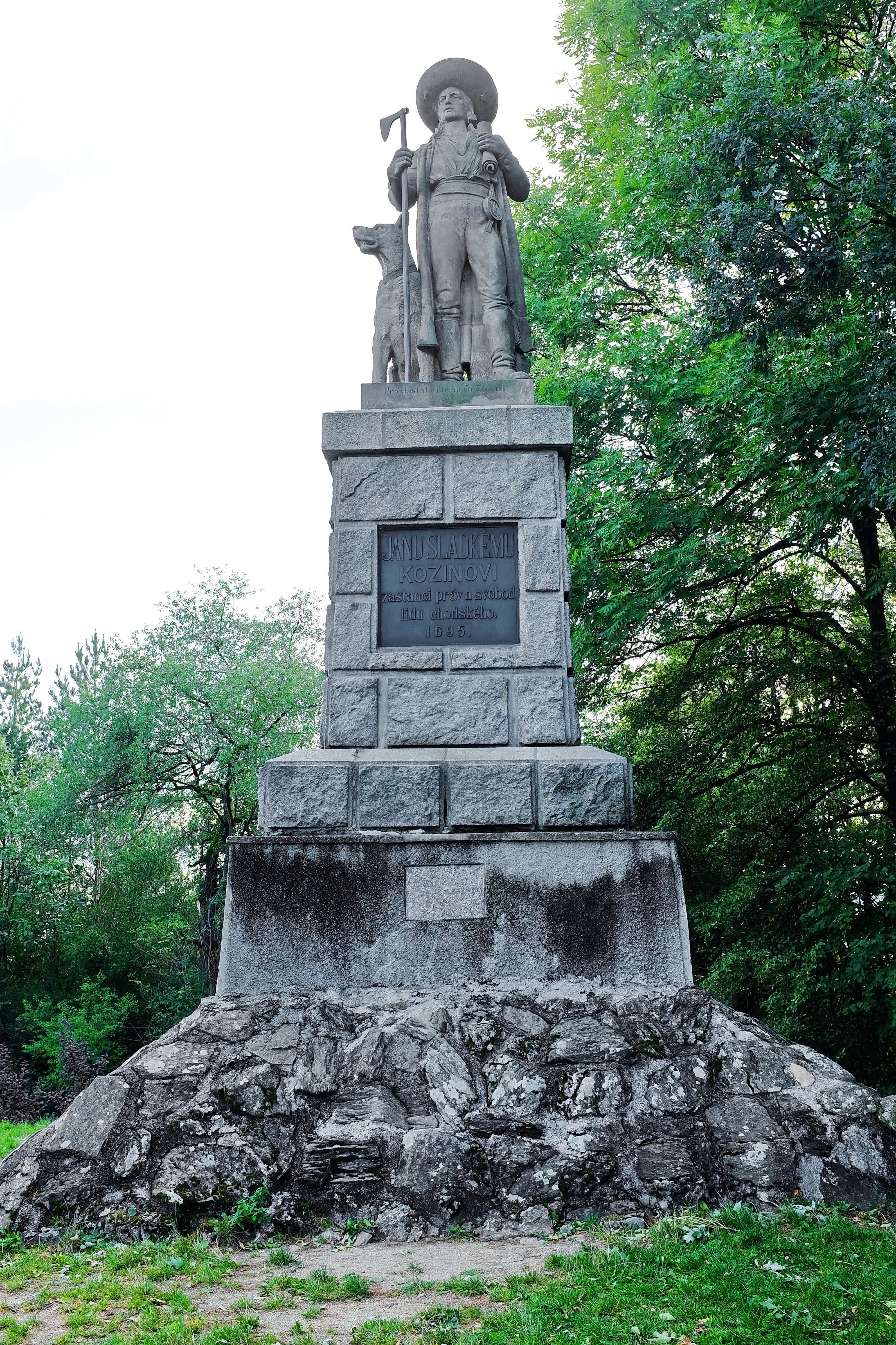
Pomník Jana Sladkého Koziny na Hrádku
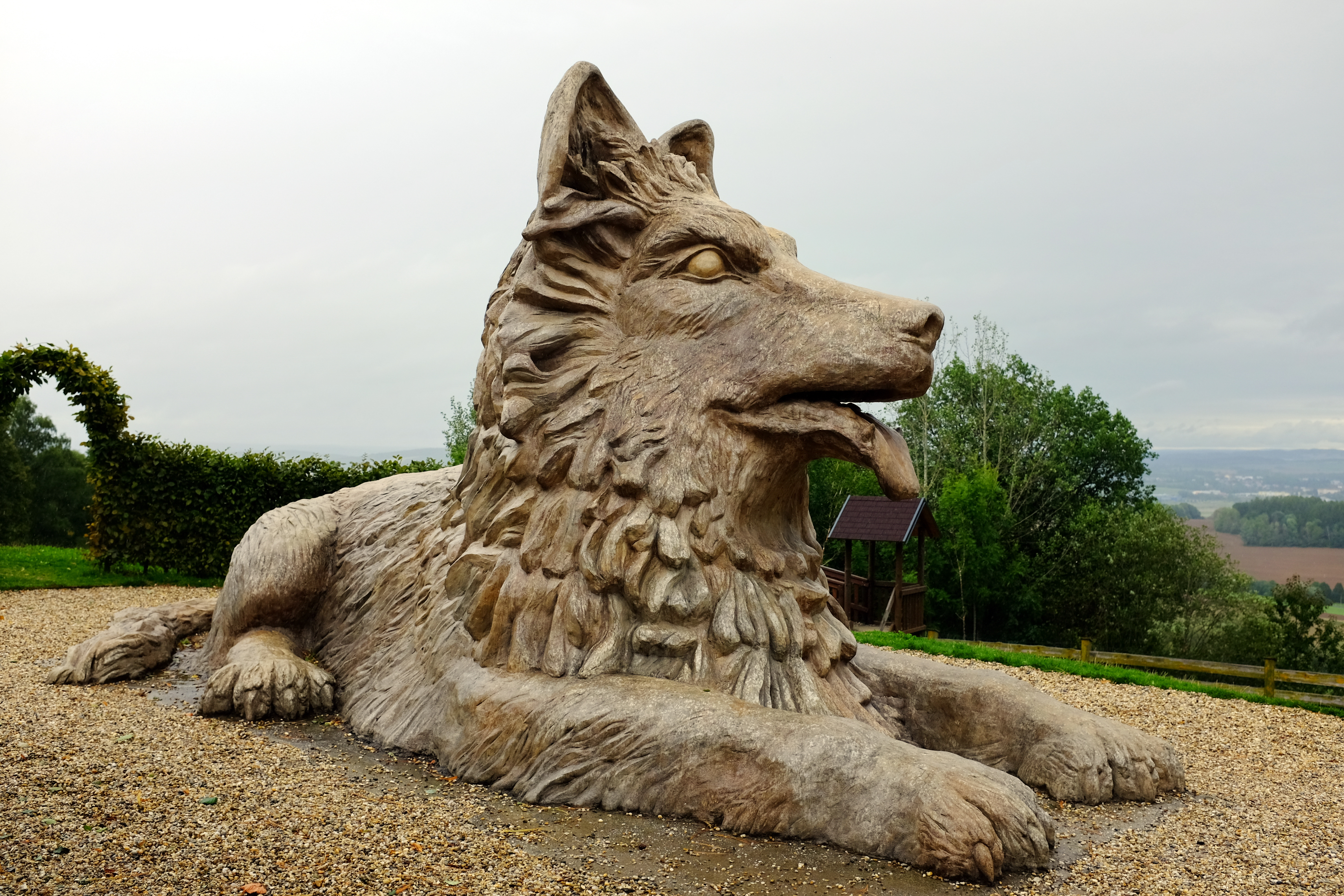
Chodský pes na Hrádku
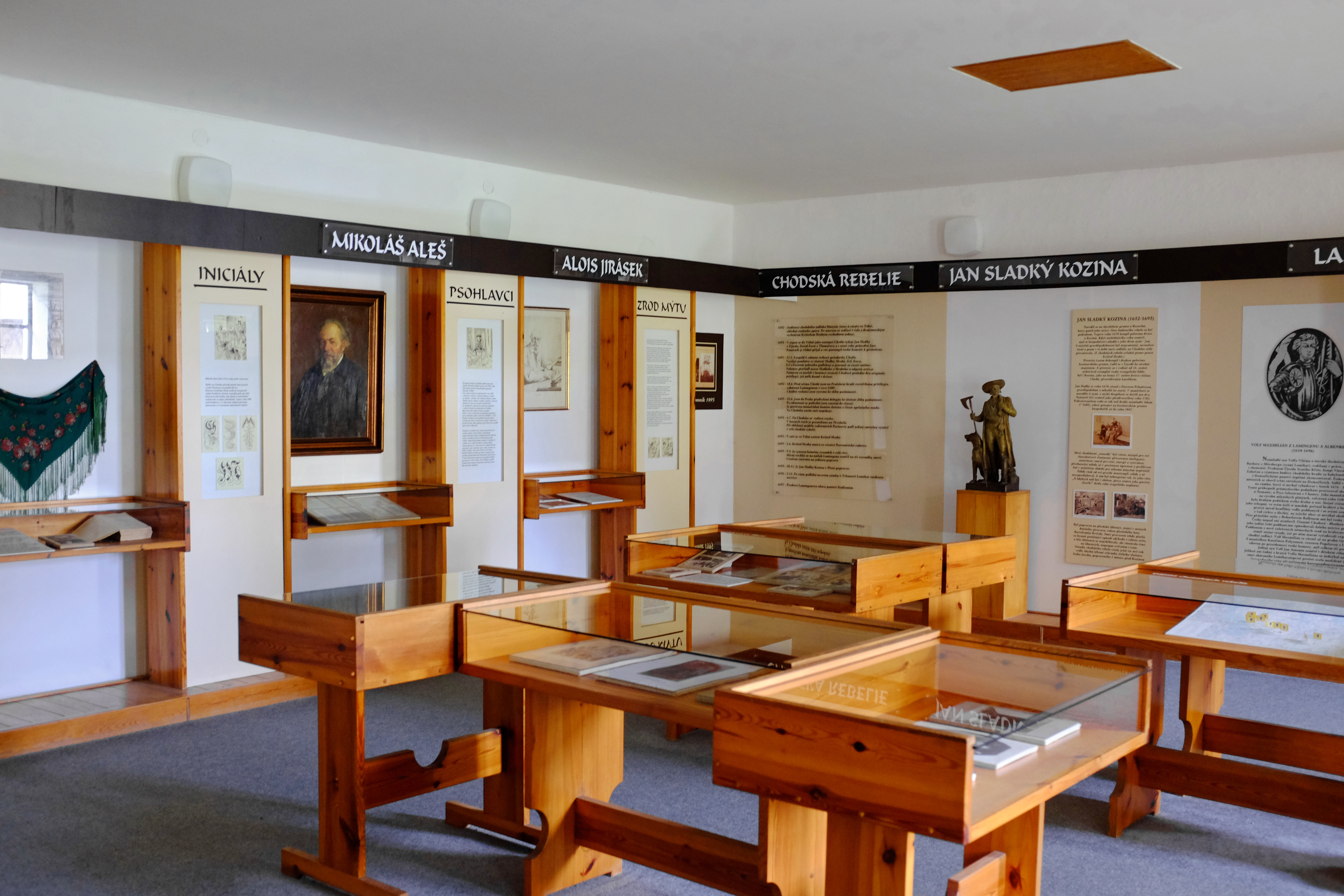
Pamětní síň Jana Sladkého Koziny
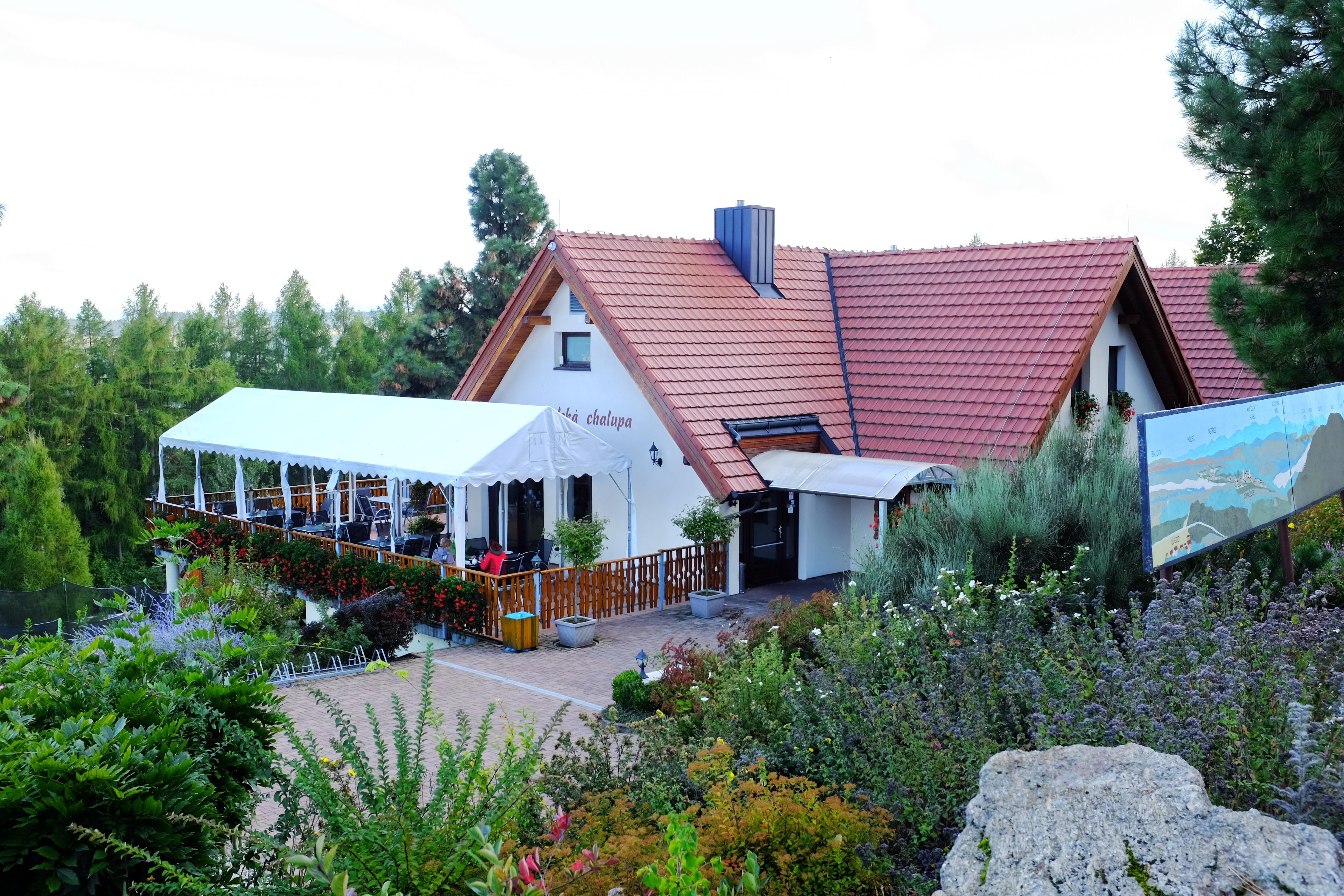
Restaurace Chodská chalupa